# Saint-Hilaire-en-Woëvre

Saint-Hilaire-en-Woëvre este o comună în departamentul Meuse din nord-estul Franței. În 2010 avea o populație de 192 de locuitori.

## Evoluția populației
| An        | 1975 | 1982 | 1990 | 1999 | 2006 | 2010 |
| --------- | ---- | ---- | ---- | ---- | ---- | ---- |
| Populație | 126  | 123  | 120  | 144  | 186  | 192  |